# شارل لوكلير
شارل لوكلير (بالفرنسية: charles lecrec)‏، من مواليد 16 أكتوبر 1997 في موناكو، هو سائق سباقات سيارات في الفورمولا 1 مع سكوديريا فيراري.
فاز ببطولة سلسلة GP3 في عام 2016 وبطولة الفورمولا 2 لعام 2017 ، ظهر لأول مرة في الفورمولا 1 في العام التالي، في سباق الجائزة الكبرى الأسترالي، ضمن فريق ألفا روميو ساوبر . سجل نقاطه الأولى من خلال المركز السادس في سباق الجائزة الكبرى الأذري في باكو في موسمه الأول، دخل في النقاط عشر مرات، قبل انضمامه إلى سكوديريا فيراري ؛ اختاره الفريق للمنافسة في موسم 2019 إلى جانب السائق الألماني سيباستيان فيتيل ، ليحل محل كيمي رايكونن .
شارل لوكلير بسن 21 سنة و 10 أشهر، أصبح أصغر سائق لفيراري يحقق فوزه الأول في سباق الجائزة الكبرى البلجيكي في سبا فرانكورشان، وفي الأسبوع التالي أضحى أول سائق يقود فيراري للفوز بمعقلها منذ فرناندو ألونسو في عام 2010 ليفوز بجائزة إيطاليا الكبرى في مونزا.

## البدايات
بدأ شارل لوكلير ممارسة قيادة السيارات في سن الخامسة على حلبة Brignoles التي يديرها والد جول بيانكي ، صديق والده، واكتشف شغفه بفورمولا 1 ليصبح هدفه الأول.
في عام 2010 ، كما فعل جول بيانكي، التحق بشركة الإدارة All Road Management بقيادة نيكولا تود .
في أول موسم له، في عام 2005 ، دخل لوكلير في البطولة الإقليمية (PACA) وفاز باللقب بعدد 15 فوزًا و 17 مركزًا في المنصة و 17 مرة كأسرع لفة في السباق. في العام التالي، قام بإعادة هذا الإنجاز، الذي لا يزال في MiniKart مع 14 فوزًا و 17 مرة مع أول ثلاث مراكز و 17 لفة سريعة.
في عام 2007 ، دخل في فئة ثانوية وأصبح وصيف بطل PACA مع 3 انتصارات و 8 منصات. وهو أيضًا الفائز بجائزة كلود سيك.

في عام 2008 ، أصبح وصيف بطل فرنسا مع 11 مرة بالمنصة. في العام التالي، أصبح بطل فرنسا للصغار وفاز بكأس بريدجستون. و في عام 2010 ، أصبح وصيفا لبطولة France KF3 ، الخامسة من بطولة العالم لأقل من 18 عامًا، وأصبح أصغر سائق يفوز بكأس مونتي كارلو . 

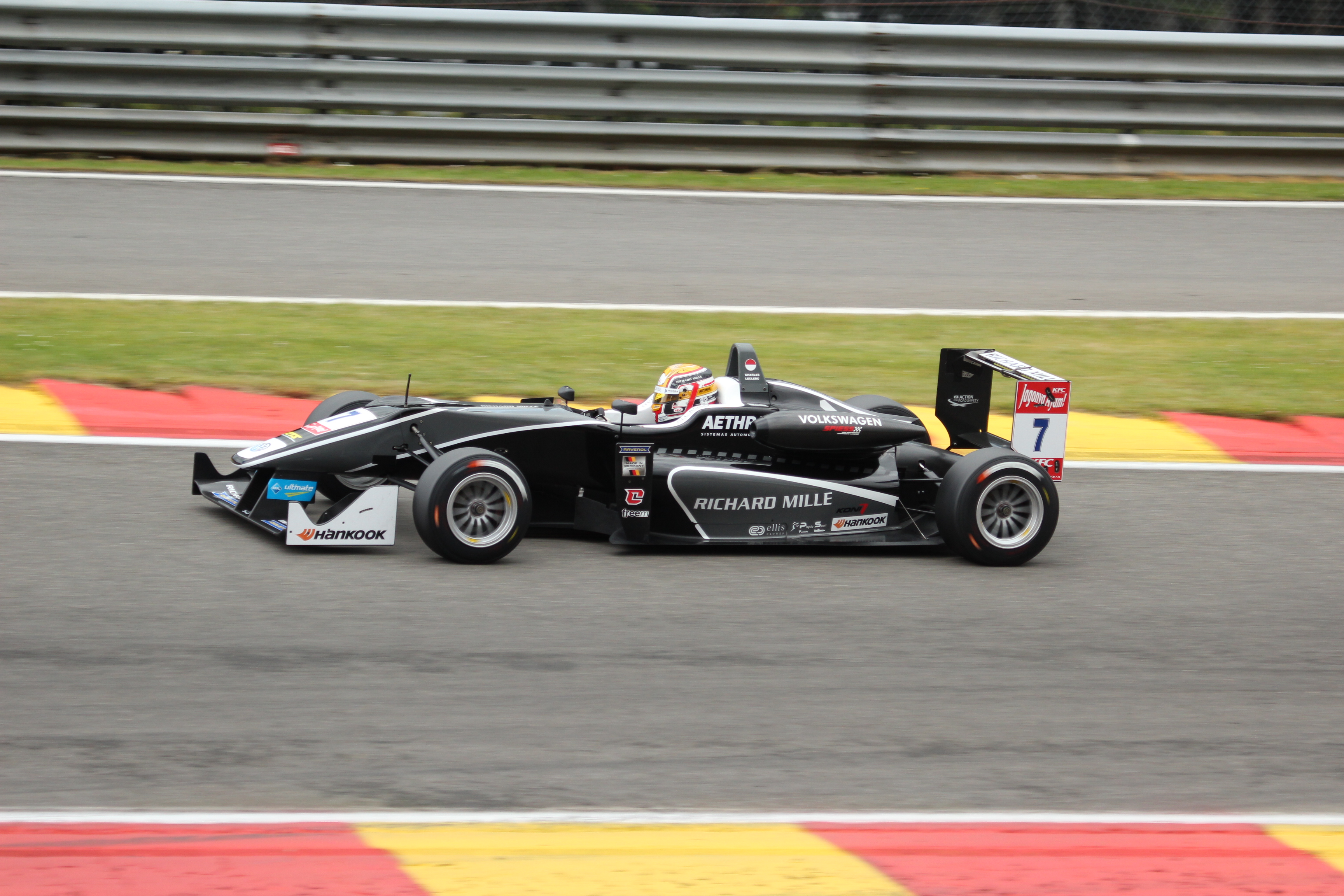
شارل في منافسات الفورمولا 3

في عام 2011 ، فاز شارل لوكلير ببطولة العالم، كما فاز بجائزة ERDF Masters Kart التي نظمها سائق السباقات السابق في الفورمولا 1 فيليب ستريف.
في العام التالي، أصبح شارل لوكلير، يقود مع فريق كارت ART GP وينافس خصوما مثل ماكس فيرستابن ، بطل سلسلة WSK Euro Series و أصبح وصيف بطل أوروبا ووصيف بطل العالم تحت 18 عامًا. أنهى الموسم بمركزه الرابع في لاس فيغاس في Super Karts USA. في عام 2013 ،كرر الإنجاز مرة أخرى ضد فيرستابن، أكثر تدريبًا منه، وعلى الرغم من الفوارق بين السيارتين إلا أنه تصدر بمرحلة الشتاء وأنهي بطولة العالم خلف ماكس فيرستابن .

### أول بطولة احترافية
في 2016 شارك شارل لوكلير في GP3 Series وهو بدأ الموسم بالفوز بالسباق الأول على حلبة كاتالونيا. كما صعد إلى المنصة. في بلجيكا، وحقق أسرع لفة فاز بالسباق في إيطاليا، وانهى في المركز الثاني . في ماليزيا، ووصل إلى المنصة. في الجولة الأخيرة من البطولة في أبو ظبي، ويفوز بالبطولة .

## في الفورمولا وان
بدأ بطولة 2018 مع المركز 13 في أستراليا، ثم سجل نقاطه الأولى في جائزة أذربيجان بالعاصمة باكو، حيث تأهل في المركز الرابع عشر واحتل المركز السادس من خلال الاستفادة من حوادث السباق. سجل لوكلير النقاط مرة أخرى في سباق الجائزة الكبرى الاسباني، ثم احتل المرتبة العاشرة في كندا وفرنسا حيث وصل للمرة الأولى إلى التصفيات النهائية للمراكز q3 من خلال تحقيق المرتبة الثامنة. في جائزة النمسا انطلق من المركز السابع عشر على الشبكة بعد الحكم عليه بجزاء، لكنه احتل المركز التاسع. ثم في جائزة بريطانيا العظمى تعرض لمشكلة ميكانيكية على حلبة سيلفرستون . و في بداية سباق الجائزة الكبرى البلجيكي، أخطئ نيكو هولكنبرج في الضغط على فرامله، ويصيب ظهر سيارة فرناندو ألونسو ويلقيها في الهواء ؛ لتهبط جزئيا على الجزء العلوي من قمرة القيادة وهالة لوكلير، الذي اضطر للانسحاب .
في 11 سبتمبر 2018 ، أعلنت سكوديريا فيراري بشكل متزامن أنها لا تجدد عقد كيمي رايكونن وأنها تستأجر شارل لوكلير للتنافس في موسم 2019 إلى جانب سيباستيان فيتيل . في جائزة سنغافورة وروسيا، حصل على نقاط المركزين التاسع والسابع. خلال آخر ثلاثة سباقات الجائزة الكبرى لهذا الموسم، تجاوز خط النهاية في كل مرة في المركز السابع ويحتل المركز الثالث عشر في البطولة برصيد 39 نقطة.

## مع الفيراري
في بدايته الأولى مع فريق مارانيللو، في سباق الجائزة الكبرى الأسترالي، تجاوز لوكلير خط النهاية الخامس ؛ أمره فريق بأن يظل خلف زميله سيباستيان فيتيل بينما كان يستطيع شن هجوم عليه لتجاوزه .
في سباق الجائزة الكبرى 1000 في تاريخ الفورمولا 1 في جائزة الصين ، تأهل إلى المركز الرابع ؛ في السباق، طلب منه فريقه السماح لزميله فيتيل بالمرور وأنهى في المركز الخامس. في كندا، حصل على المنصة الثانية في الموسم عبر عبوره خط النهاية الثالث. في سباق الجائزة الكبرى النمساوي، حقق المركز الثاني في مسيرته وكان في المركز الثاني بعد أن تم القبض عليه وتجاوزه من قبل ماكس فيرستابن ثلاث لفات من النهاية. في جائزة ألمانيا و على حلبة هوكنهايم، خرج من المسار مما تسبب في انسحابه، ثم احتل المرتبة الرابعة في السباق المجري .
في سباق الجائزة الكبرى البلجيكي، حقق شارل لوكلير أول سباق جراند له، وهو أول سائق من طراز Monegasque سائق من موناكو ؛ و أهدى هذا النصر لصديقه أنتوين هوبير، ضحية حادث مميت خلال سباق الفورمولا 2 الذي عقد في سبا في اليوم السابق. في 21 و 10 أشهر و 16 يومًا، أصبح ثالث أصغر سائق يفوز في الفورمولا 1 بعد ماكس فيرستابن (18 عامًا و 7 أشهر في عام 2016) وسيباستيان فيتيل (21 عامًا و 2 أشهر في 2008) ، وكذلك أصغر سائق في تاريخ فيراري .
في السباق التالي على حلبة مونزا بايطاليا، تمكن من إيقاف محاولات هاملتون وفالتيري بوتاس سائقي ميرسيدس قبل عشر لفات من النهاية بينما كان هو في المقدمة، علما أن محركه كان يعاني من فقدان الطاقة ليحقق أول تتويج لفيراري على حلبتها مونزا منذ انتصار فيرناندو ألونسو سنة 2010 و يقدم بذلك أفضل هدية لفيراري المحتفلة بعيد ميلادها ال90

## وصلات خارجية
- شارل لوكلير على موقع IMDb (الإنجليزية)
- شارل لوكلير على موقع ميوزك برينز (الإنجليزية)
- شارل لوكلير على موقع قاعدة بيانات الفيلم (الإنجليزية)
- شارل لوكلير على موقع Racing-Reference.info (الإنجليزية)
- شارل لوكلير على موقع DriverDB.com (الإنجليزية)
- شارل لوكلير على موقع AS.com (الإسبانية)